# Клаус Олег Робертович
Оле́г Ро́бертович Кла́ус (нар. 26 квітня 1972, Білоріченський — 14 листопада 2015) — старшина Збройних сил України, учасник російсько-української війни.

## Життєпис
Народився 1972 року в Білоріченському Лутугинського району. Проживав у місті Житомир.
У часі війни — старшина, командир гармати 44-ї окремої артилерійської бригади.
В жовтні 2015 року був почесним гостем у житомирській ЗОШ № 19.
Помер 14 листопада 2015-го, місце й обставини не уточнено.
Похований в місті Житомир.

## Нагороди та вшанування
За особисту мужність, сумлінне та бездоганне служіння Українському народові, зразкове виконання військового обов'язку відзначений — нагороджений
- орденом «За мужність» ІІІ ступеня (8.4.2016, посмертно)[1]